# Vigna reticulata
Espèce
Synonymes
- Vigna andongensis Baker[1]
- Vigna linearifolia Hook.f.[1]
- Vigna polytricha Baker[1]

Vigna reticulata est une espèce de plantes à fleurs de la famille des Fabaceae et du genre Vigna présente en Afrique tropicale.

## Description
C'est une herbe annuelle ou pérenne, rampante ou grimpante, de 0,3 à 3 m de longueur, avec une pubescence raide, grise ou brune, des fleurs roses ou pourpres, longues de 13 à 25 mm.

## Distribution
L'espèce est présente en Afrique tropicale, du Sénégal à l'Éthiopie, également vers le sud, en Angola, au Zimbabwe et au Mozambique, ainsi qu'à Madagascar. Cependant elle n'a plus été observée en Éthiopie depuis les années 1840.

## Habitat
On la rencontre dans les savanes et les lisières de forêts, les zones inondables, dans des endroits rocheux et sableux, sur les termitières, à une altitude comprise entre 0 et 2 400 m.